# Bolshelugski (Krasnodar)
Bolshelugski (del ruso: Большелугский) es un posiólok del raión de Yeisk del krai de Krasnodar, en Rusia. Está situado en las tierras bajas de Kubán-Azov, en la península de Yeisk, 10 km al sur de Yeisk y 184 km al noroeste de Krasnodar, la capital del krai. Tenía 270 habitantes en 2010.
Pertenece al municipio rural Shirochánskoye (dentro del ókrug urbano de Yeisk).